# Sustancias vesicantes

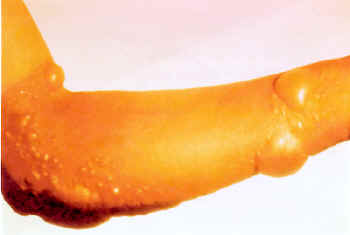
Las sustancias vesicantes pueden provocar grandes y dolorosas ampollas a los afectados por ellas

Las sustancias vesicantes (también, agentes vesicantes o agentes vejigatorios) son compuestos químicos que pueden ser sólidos, líquidos o gaseosos y que, en contacto con la piel, producen irritación y ampollas. Su acción va desde la irritación leve de la piel a la ulceración y fuertes quemaduras, y llegan a producir la destrucción de los tejidos. Los ojos son una zona especialmente sensible a ellas. También, en el caso de ser ingeridas o aspiradas, pueden producir un efecto asfixiante por su acción vesicante en la tráquea y los bronquios (las células muertas producidas por esta acción pueden llegar a obstruirlos).
Algunas sustancias vesicantes son: la iperita, utilizada por primera vez por el ejército alemán durante la Primera Guerra Mundial y bautizada por los ingleses como gas mostaza por su olor; la lewisita, un derivado del arsénico; y las cantáridas. A principios del siglo XX, con la eclosión de las armas químicas, se investigó especialmente estas sustancias, ya que las máscaras antigás no impedían sus efectos, demostrándose muy eficaces al no manifestarse estos inmediatamente, sino tiempo después de haberse estado expuesto a ellas (de 2 a 48 horas en función de la dosis).
Las sustancias vesicantes continúan siendo un peligro potencial, ya que existen almacenadas y se siguen produciendo pese a la firma del Protocolo de Ginebra (1925), en el que se prohibió el uso de armas químicas (Japón no lo firmó y Estados Unidos se incorporó a él más tarde, en 1947), y a la creación en 1992 de la Organización para la Prohibición de las Armas Químicas, que promueve un convenio por el que los países firmantes se comprometen a prohibirlas y a destruir las existentes.